# .gd
.gd е интернет домейн от първо ниво за Гренада. Администрира се от AdamsNames. Представен е през 1992 г.